# 数据流程编程
在程序设计中，数据流程编程是一种编程范型，它将程序建模为数据在运算（operation）之间流动的有向图，从而实现了数据流程原理和架构。数据流程编程语言，共享了纯函数式语言的某些特征，比如单赋值，并且开发它们的动因，通常是为了向更适合数值处理的语言，增加函数式编程概念。

## 历史
先驱的数据流程语言是BLODI（BLOck DIagram），它是John Larry Kelly, Jr.、Carol Lochbaum和Victor A. Vyssotsky专门开发的，用于采样数据系统。最初开发更常规的数据流程语言，是为了使并行编程更加容易。在1966年Bert Sutherland的博士论文《计算机过程的在线图形规定》中，Sutherland建立了第一个图形数据流程编程框架。
数据流程编程，是1960年代由Jack Dennis和他在MIT的研究生开创。为了避免混淆于数据流程计算或数据流程架构，它基于了非确定型机器范型，一些作者使用术语“数据串流”（datastream）替代“数据流程”。
后续的数据流程语言，大多是在大型的超级计算机实验室中开发的。其中最流行的是1983年发行的SISAL，它是劳伦斯利弗莫尔国家实验室开发的。SISAL看起来很像大多数的语句驱动语言，但是变量必须是单赋值的。这允许编译器容易的识别输入和输出。SISAL已经发展出了很多分支，包括SAC，即单赋值C语言，它力求尽可能的接近流行的C编程语言。
在1980年代早期，美国海军开发了ACOS和SPGN（信号处理图式表示法）。它今天仍用于很多实战平台中。更激进的概念是Prograph，在其中程序用屏幕上的图形来构造，而变量被完全替代为连接输入和输出的连线。 
数据流程已被提议，用作规定分布式系统构件的全局行为的抽象方法：在现场分布式对象编程模型中，使用分布式数据流程来存储和沟通状态，因而它们扮演了类似于类Java编程语言中变量、字段和参数的角色。

## 特性
传统上，程序被建模为，按照特定次序发生的一系列运算；这称为指令式编程，这种编程方式也叫做顺序式、过程式、控制流程（意指程序选择某个特定路径）。程序聚焦于命令，符合于冯·诺伊曼的顺序式编程愿景，而数据通常是“静止的”。
与之相对，数据流程编程强调了数据的流动，并将程序建模为一系列的连接。显式的定义输入和输出的连接运算，它的功能类似于黑箱。一个运算在它的所有输入成为有效时立即运行。因此，数据流程语言是天然并行的，并可在大型的、去中心化的系统上运作。

### 状态
计算机编程的关键概念之一，是状态（state）的概念，它本质上是在系统中各种状况的快照（snapshot）。多数编程语言需要相当数量的状态信息，它们通常对编程者是隐蔽的，计算机自身经常完全不知道哪部份信息编码了持久状态。这是一个严重问题，因为在并行处理机器中，状态信息需要在多个处理器之间共享。多数语言强制编程者增加额外代码，来指示哪些数据和哪部份代码，对于状态而言是重要的。这种代码趋向于在性能方面是代价昂贵的，并且难于阅读和调试。
如果将顺序式程序想象为，在任务（运算）之间移动的一个单一工人，则数据流程程序，更像是在一个装配线上的一系列工人，每个人都在材料可获得的时候，作一份特定任务。因为运算只关心数据输入的可获得性，它们没有隐蔽的状态要追踪，都是同时“准备好的”。

### 体现
数据流程程序，可以用不同方式来体现。一个传统程序，通常体现为一系列的正文指令，可以合理的描述一个串行系统，它在小型单一用途的，接收、处理并返回的工具之间，用管道连通数据。数据流程程序开始于一个输入，可能有命令行参数，并说明数据被怎样使用和修改。数据的流程是显式的，经常用连线或管道来说明。
在编码方面上，数据流程程序，可以被实现为一个散列表，具有以可唯一性识别的输入作为键（key），用它来查找转至指令的指针。当任何运算完成时，程序逐项扫描运算的一个列表，直到找到第一个全部输入都当前有效的运算，并运行它。当运算结束时，它典型的会输出数据，因而使得另一个运算变为有效。
对于并行运算，只有这个列表需要被共享；它是整个程序的状态。因此维护状态的任务，从编程者移交给了语言的运行时系统。在有着单一处理器核心的机器上，设计用于并行运算的实现，只会简单的产生开销，要完全去掉这种开销，可以使用一种不同的运行时系统。

## 语言
数据流程编程语言包括：
- ASCET
- AviSynth，用于视频处理的脚本语言
- BMDFM，二进制模块数据流程机器
- CAL
- Cuneiform，函数式工作流程语言
- CMS管道
- Hume
- Id
- Joule
- Agilent VEE
- KNIME，一个免费和开源的数据分析、报表和集成平台
- LabVIEW[8]
- Linda
- Lucid[7]
- Lustre
- Max/MSP
- Microsoft可视编程语言
- Orange，一个开源的可视编程工具用于数据挖掘、统计数据分析和机器学习
- Oz
- Pipeline Pilot
- Prograph
- Pure Data
- Quartz Composer
- SAC，单赋值C语言
- SIGNAL，启用多时钟规定的面向数据流程的同步语言
- Simulink
- SISAL
- SystemVerilog，一种硬件描述语言
- Verilog，在2009年被吸收入SystemVerilog标准的硬件描述语言
- VHDL，一种硬件描述语言
- XEE (Starlight)，XML工程环境
- XProc

## 应用编程接口
- Apache Beam：Java/Scala SDK，统一的串流（和批量）处理，支持多种执行引擎（Apache Spark、Apache Flink、Google云平台等）。
- Apache Flink：Java/Scala库，允许串流（和批量）计算运行于分布式Apache Hadoop（或其他）集群之上。
- SystemC：C++库，主要用于硬件设计。
- TensorFlow：基于数据流程编程的一个机器学习库。

## 引用
1. ↑  John L. Kelly Jr.; Carol Lochbaum; V. A. Vyssotsky. . Bell System Tech. J. 1961, 40 (3): 669–678. doi:10.1002/j.1538-7305.1961.tb03236.x.
2. ↑  W.R. Sutherland. . MIT. 1966.
3. ↑  VAL Overview
4. ↑  Veen, Arthur H. . ACM Computing Surveys. December 1986, 18 (4): 365–396  [5 March 2019]. doi:10.1145/27633.28055. （原始内容存档于2021-11-11）.
5. ↑  Underwater Acoustic Data Processing, Y.T. Chan
6. 1 2 3  Johnston, Wesley M.; J.R. Paul Hanna; Richard J. Millar.  (PDF). ACM Computing Surveys. March 2004, 36: 3  [15 August 2013]. doi:10.1145/1013208.1013209. （原始内容 (PDF)存档于2018-05-16）.
7. 1 2 3 4 5  Wadge, William W.; Edward A. Ashcroft.  illustrated. Academia Press. 1985: 7  [15 August 2013]. ISBN 9780127296500.
8. 1 2  . Getting Started with NI Products. National Instruments Corporation.   [15 August 2013]. （原始内容存档于2014-02-14）.
9. ↑  Harter, Richard. . Richard Harter's World.   [15 August 2013]. （原始内容存档于8 December 2015）.
10. ↑  . Multicore Programming Fundamentals Whitepaper Series. National Instruments Corporation.   [15 August 2013]. （原始内容存档于2018-12-21）.